# UL20A
『UL20A』（ユーエル20エー）はASUSが日本向けに開発した、ノートパソコンである。薄型アルミニウムボディーに12.1型ワイドHD画面を搭載している。